# Luca Bastianello
Luca Bastianello (Padova, 28 novembre 1979) è un attore italiano.

## Biografia
Ottenuta la maturità classica, si iscrive all'Accademia d'arte drammatica "Palcoscenico" del Teatro Stabile del Veneto Carlo Goldoni, diretta da Alberto Terrani. Si diploma nel 2000; inoltre si iscrive alla Facoltà di Scienze della comunicazione all'Università La Sapienza di Roma.
Debutta come attore in teatro con Frammenti di un discorso amoroso (2003); nello stesso anno debutta in televisione nella miniserie tv in sei puntate, Un papà quasi perfetto, regia di Maurizio Dell'Orso, in cui è protagonista nel ruolo di Matteo a fianco di Michele Placido.
Nel 2005 recita nel cortometraggio La trama d'Amleto, presentato come evento speciale alla 62ª Mostra internazionale d'arte cinematografica di Venezia nella sezione Corto Cortissimo. Nel 2006 recita nel thriller-horror La notte del mio primo amore e nello stesso anno esordisce nella soap opera di Canale 5, Vivere, in cui fino al 2008 interpreta il ruolo di Diego Blasi.
Nel 2006 partecipa anche alla miniserie tv Butta la luna, diretta da Vittorio Sindoni.
Nel 2009 gli viene affidato il ruolo di Federico Bettini nella soap opera CentoVetrine. Nel 2011 l'attore torna in televisione con la miniserie televisiva La donna che ritorna, nella quale recita come protagonista maschile a fianco di Virna Lisi. Nel 2013 recita nella fiction di Rai 1 Rosso San Valentino in cui interpreta il ruolo di Giovanni Danieli.
Dal 2021 entra a far parte del cast della soap opera Il paradiso delle signore nel ruolo di Dante Romagnoli.

## Filmografia

### Cinema
- La trama di Amleto, regia di Salvatore Chiosi - cortometraggio (2005)
- La notte del mio primo amore, regia di Alessandro Pambianco (2006)
- Mancino naturale, regia di Salvatore Allocca (2021)

### Televisione
- Un papà quasi perfetto, regia di Maurizio Dell'Orso – miniserie TV  (2003)
- Imperia, la grande cortigiana, regia di Pier Francesco Pingitore – film TV (2005)
- Vivere – soap opera TV (2006-2008)
- Butta la luna, regia di Vittorio Sindoni – serie TV (2006)
- CentoVetrine – soap opera TV (2009-2011)
- Una sera d'ottobre, regia di Vittorio Sindoni – miniserie TV (2009)
- La donna che ritorna, regia di Gianni Lepre – miniserie TV (2011)
- Cesare Mori - Il prefetto di ferro, regia di Gianni Lepre – miniserie TV (2012)
- Rosso San Valentino, regia di Fabrizio Costa – serie TV (2013)
- Un passo dal cielo, 4ª stagione, regia di Jan Michelini – serie TV (2016)
- Squadra mobile - Operazione Mafia Capitale, regia di Alexis Sweet – serie TV (2017)
- Sacrificio d'amore – serie TV (2017-2018)
- Il paradiso delle signore – soap opera TV (2021-2022)
- Luce dei tuoi occhi, regia di Fabrizio Costa – serie TV (2021-2023)

## Teatro
- Quella notte sulla luna, di Gianfranco Natoli (1999)
- Marta e Maria, di Paolo Pivetti, musica di Gian Paolo Mazzoli (1999)
- La nemica, regia di Alberto Terrani (2000)
- Frammenti di un discorso amoroso, di Roland Barthes, regia di Piero Maccarinelli (2003)
- L'Histoire du Soldat, spettacolo musicale con l'ottetto de I Solisti Veneti, diretti da Claudio Scimone (2003)
- Ippolito, di Euripide, regia di Alberto Terrani. Teatro Olimpico di Vicenza (2004)
- Mozart e... non, testo, regia e interpretazione (2004)
- Risveglio di primavera, di Frank Wedekind, regia di Lorenzo Amato. Todi Arte Festival (2004)
- Le troiane, di Euripide, regia di Piero Maccarinelli. Teatro Olimpico di Vicenza (2005)
- Per aver troppo amato il mondo, di Filippo Minnini (2008)
- Cyrano de Bergerac, di Edmond Rostand, regia di Daniele Abbado (2009-2010)
- Rain Man (Charlie Babbit), regia di Saverio Marconi (2013)
- LoveArtMiracle, monologo originale scritto, interpretato e diretto da Luca Bastianello (2014/2015)

## Riconoscimenti
- Premio Franco Enriquez (1999)
- Premio Stars and Style (2002)
- Oscar dei Giovani (2003)
- Premio Napoli Cultural Classic (2013)